# Hongshan
Hongshan léase Jong-Shán (en chino:洪山区, pinyin:Hóngshān Qū, lit: Montaña Grande)  es un distrito urbano bajo la administración directa de la ciudad-prefectura de Wuhan , capital  de la provincia de Hubei, República Popular China. Su área total es de 408 km² y su población proyectada para 2010 fue de 1,55 millones de habitantes.

## Administración
El distrito de Hongshan se divide en 10 pueblos que se administran en 9 subdistritos y 1 villa.

## Geografía
La región yace en la Llanura aluvial Jianghan (江汉平原), 93% del terreno del distrito está a menos de 40 metros sobre el nivel del mar, y la elevación promedio es de 25.3 m s. n. m. El punto más alto es la montaña Dingguan con una elevación de 201 metros y el punto más bajo es la aldea Beigang (北港村) a 17 metros. La ciudad es bañada por el río Yangtsé formando las islas Tianxing (天兴) al norte y Tierra Blanca (白沙洲) al suroeste. 
La línea de playa del río Yangtse tiene aproximadamente 66,2 kilómetros de largo. Los picos montañosos grandes y pequeños en el territorio son generalmente de este a oeste, extendiéndose en forma de franja. Hay 14 lagos, entre ellos el Dong (东湖) que cubre 33 km² y almacena 94.18 millones m³ de agua dulce. Según el tipo de geomorfología, se puede dividir en tres tipos: colinas bajas, llanuras desnudas y llanuras apiladas.